# 台州 (武德)
台州，唐朝时设置的州，在今浙江省境。
武德四年（621年）改海州为台州，治所在临海县（今浙江省临海市）。以境北天台山得名。辖境约当今浙江省临海、黄岩、温岭、仙居、天台、宁海、象山等市县。神龙元年（705年），析宁海县及鄮县置象山县。天宝元年（742年）改为临海郡。乾元元年（758年）复为台州。广德二年（764年），象山县归属明州。土贡：金漆、乳柑、干姜、甲香、蛟革、飞生鸟。户八万三千八百六十八，口四十八万九千一十五，下辖五县：临海县、唐兴县、黄岩县、乐安县、宁海县。
北宋属两浙路，南宋时属两浙东路。元朝至元十四年（1277年），升为台州路。
| 唐朝台州辖县 | 唐朝台州辖县                                                           |
| ------------ | ---------------------------------------------------------------------- |
| 622年        | 临海县、章安县、始丰县、乐安县、宁海县                                 |
| 624年        | 临海县、章安县、始丰县、乐安县（废除宁海县）                           |
| 625年        | 临海县（废除章安县、始丰县、乐安县）                                   |
| 634年        | 临海县（重设始丰县）                                                   |
| 675年        | 临海县、始丰县（新设永宁县、乐安县）                                   |
| 689年        | 临海县、始丰县、永宁县、乐安县（新设宁海县）                           |
| 690年        | 临海县、始丰县、永宁县（改名黄岩县）、乐安县、宁海县                   |
| 705年        | 临海县、始丰县、黄岩县、乐安县、宁海县（新设象山县）                   |
| 761年        | 临海县、始丰县（改名唐兴县）、黄岩县、乐安县、宁海县、象山县           |
| 763年        | 临海县、唐兴县（改名始丰县）、黄岩县、乐安县、宁海县、象山县           |
| 764年        | 临海县、始丰县（改名唐兴县）、黄岩县、乐安县、宁海县（象山县改属明州） |

## 刺史
| 唐朝台州刺史 - 赵逵（624年） - 俞法才（武德年间） - 元修义（628年） - 严德（631年） - 毕操（634年） - 韦庆（636年） - 房环（640年） - 闾丘胤（642年） - 郑神举（647年） - 苏亶（贞观年间） - 柳大隐（贞观年间） - 宋神膺（652年） - 席义恭（655年） - 来济（657年—660年） - 李元（662年） - 孔祯（664年） - 高择言（666年） - 赵瓌（667年） - 墨贻知退（671年） - 李璠（673年） - 梁仁昭（677年） - 吐突知节（679年） - 窦仪说（682年） - 郭袭庆（唐高宗、武后时） - 裴琎（686年） - 沈成福（688年） - 韦思义（691年） - 成琰（694年） - 张元瞿（696年） - 韦铣（700年） - 张思义（702年） - 廉琏（706年） - 卓胤（708年） - 张诜（711年） - 康希铣（715年） - 李英（715年） - 杨翌（718年） - 杨元禧（开元前期） - 郑俦（722年） - 张嘉贞（724年） - 邵升（725年） - 马袭（728年） - 吴兢（730年） - 康神庆（731年） - 裴光庭（731年） - 韦翼（732年—733年） - 崔叔度（734年） - 韦坦（737年） - 敬诚（738年） - 吴沅（740年） - 贾长源（741年） - 临海郡太守 | - 史叙（762年） - 郭英翰（762年） - 李景宣（764年） - 韦伦（大历初年） - 李岵（767年） - 郭叙（772年） - 英瑜（774年） - 韦卿绍（775年） - 王光胄（778年） - 崔昭（大历年间） - 李嘉祐（大历末年） - 崔鼎（781年） - 邢招济（783年） - 郭符（787年） - 独孤氾（790年） - 陆滂（794年） - 第五峰（795年） - 袁国因（797年） - 陈皆（798年—802年） - 韦叶（802年） - 陆质（804年—805年） - 徐裕（805年） - 韦某（808年） - 陈岵（810年） - 徐放（811年） - 焦悱（812年） - 崔韶（816年） - 李逢（817年） - 王建侯（817年） - 柳泌（818年—819年） - 王仲涟（819年） - 韦宥（元和年间） - 韦方宪（元和年间） - 王仲周（822年） - 苗藏位（822年） - 李暄（长庆年间） - 韦珩（826年） - 颜颙（828年） - 郑仁弼（832年） - 郑申（833年） - 周鲁宾（835年） - 李文举（837年） - 滕迈（839年） - 颜从览（840年） - 郭诠（843年） - 乔庶（844年） - 裴某（845年） - 郑薰（846年） - 罗绍权（848年） - 韩宾（849年） - 窦弘餘（851年） - 李肇（853年） - 裴谟（855年—857年） | - 严修睦（858年） - 李师望（859年—861年） - 奚永芳（861年） - 李虔（862年） - 吴敬章（864年） - 董赓（866年） - 袁从（868年） - 谭洙（871年） - 姚鹄（872年） - 封彦卿（873年） - 裴琏（876年） - 王葆（877年） - 罗虬（879年） - 盛均（乾符年间） - 张某（882年） - 刘文（882年） - 杜雄（883年—897年） - 李振（898年，未任） - 骆团（898年） - 骆延训（900年） - 韦玄锡 - 李某 - 沈仁绾 |